# Clitopaxillus
Clitopaxillus G. Moreno, Vizzini, Consiglio & P. Alvarado (lejkokrowiak) – rodzaj grzybów z rodziny Pseudoclitocybaceae.

## Systematyka i nazewnictwo
Pozycja w klasyfikacji według Index Fungorum: Pseudoclitocybaceae, Agaricales, Agaricomycetidae, Agaricomycetes, Agaricomycotina, Basidiomycota, Fungi.
W 2025 r. Komisja ds. Polskiego Nazewnictwa Grzybów Polskiego Towarzystwa Mykologicznego zarekomendowała dla rodzaju Clitopaxillus nazwę lejkokrowiak.
Gatunki
- Clitopaxillus alexandri (Gillet) G. Moreno, Vizzini, Consiglio & P. Alvarado 2018 – lejkokrowiak szarobrązowy
- Clitopaxillus dabazi L. Fan & H. Liu 2020,
- Clitopaxillus fibulatus P.-A. Moreau, Dima, Consiglio & Vizzini 2018 – lejkokrowiak gęstosprzążkowy

Wykaz gatunków i nazwy naukowe według Index Fungorum. Nazwa polska według Komisji ds. Polskiego Nazewnictwa Grzybów